# 사이브 (아일랜드 신화)
사이브(아일랜드어: Sadhbh [saɪv])는 아일랜드 신화의 피니언 대계에 등장하는 인물이다. 핀 막 쿠월의 아내이며 오신의 어머니다. 먼스터 지역의 요정왕 보드브 데르그의 딸이다.
마찬가지로 투어허 데 다넌 출신인 사악한 드루이드 페르 데레크의 청혼을 거절했다가 페르의 저주를 받아 암사슴으로 변신당했다. 이후 3년간 페르에게 붙잡혀 지냈는데, 페르의 시종 하나가 그녀를 불쌍히 여겨 풀어주고 피어너 전사의 둔 안에 들어가면 사람이 될 수 있다고 일러주었다. 사이브는 핀 막 쿠월의 둔이 있는 알마너 언덕 쪽으로 곧장 향했다. 마침 사냥을 나온 핀이 사이브를 발견했다. 핀의 사냥개들인 브란과 스콜랑도 사람으로 태어나 저주를 받아 개가 되었기 때문에 비슷한 처지인 사이브를 알아보고 해치지 않았다. 핀이 사이브를 산 채로 둔에 데려오자 사이브는 아름다운 여인으로 돌아왔고 핀과 결혼했다. 핀은 만사를 제쳐두고 사이브와의 사랑에 빠졌고, 곧 사이브는 임신했다.
어느 날 바이킹들이 쳐들어와 핀은 싸우러 나갔다. 그 사이 페르가 핀으로 둔갑하여 알마너 둔으로 찾아왔다. 남편이 돌아왔다고 생각한 사이브는 반가움에 뛰쳐나갔고, 페르는 그녀를 개암나무 지팡이로 쳐서 다시 사슴으로 만들어 유괴해 갔다.
이후 핀은 7년간 사이브를 찾아다녔지만 찾을 수 없었다. 다만 사이브가 낳은 아들만을 찾아 데려와 길렀다. 이때 핀과 사이브의 아들도 사슴의 모습이었다가 데려오자 사람이 되었다고도 하고, 사람인 채로 발견되었다고도 한다. 이 아이가 오신이다.